# Štěchov
Štěchov (en allemand : Sczechow) est une commune du district de Blansko, dans la région de Moravie-du-Sud, en République tchèque. Sa population s'élevait à 182 habitants en 2020.

## Géographie
Štěchov se trouve à 7 km au sud de Kunštát, à 15 km au nord-ouest de Blansko, à 30 km au nord-nord-ouest de Brno et à 165 km à l'est-sud-est de Prague.
La commune est limitée par Lhota u Lysic au nord, par Lysice au nord-est à l'est, par Žerůtky au sud-est, par Kunčina Ves au sud-ouest et à l'ouest.

## Histoire
La première mention écrite de la localité date de 1385.

## Administration
La commune se compose de deux quartiers :
- Štěchov
- Lačnov